# Долішній Вадин
Долішній Вади́н (болг. Долни Вадин) — село у Врачанській області Болгарії. Входить до складу общини Оряхово.

## Населення
За даними перепису населення 2011 року у селі проживали 236 осіб, з них 231 особа (98,3%) — болгари.
Розподіл населення за віком у 2011 році:
Динаміка населення: